# Chaenotheca gracillima
Chaenotheca gracillima is een schimmel uit de familie Coniocybaceae. Hij leeft in symbiose met de alg Stichococcus. Hij groeit op naaldbomen zonder schors en op dood hout van loofbomen, zoals berk, populier en wilg. 

## Kenmerken
De steel is 2,5 lang en kronkelend. Het capitulum is bolvormig en klein in verhouding tot de steel. Het excipulum is voorzien van rode berijping.  Het thallus is berijpt met grijsgroene korrels.

## Verspreiding
Hij komt met name voor in Europa en Noord-Amerika, maar wordt sporadisch hierbuiten waargenomen.